# David González Paz
David González Paz (* 5. Mai 1997 in Ribeira) ist ein spanischer Fußballspieler.

## Karriere
González begann seine Karriere bei Atlético Coruña Montañeros. Zur Saison 2014/15 wechselte er zum Viertligisten CCD Cerceda, für den er elf Spiele in der Tercera División machte. Zur Saison 2015/16 schloss er sich dem SD Órdenes an, für den er zu acht Viertligaeinsätzen kam. Im November 2015 wechselte er weiter zum CD As Pontes. Für As Pontes kam er zu 31 Einsätzen in der vierthöchsten spanischen Spielklasse.
Wo González in der Saison 2017/18 spielte, ist unklar. Zur Saison 2018/19 wechselte er zum Viertligaaufsteiger UD Ourense, für den er 17 Mal in der Tercera División spielte. Zur Saison 2019/20 schloss er sich der UD Paiosaco an, nach neun Einsätzen zog er im Januar 2020 weiter zum Silla CF.
Zur Saison 2020/21 wechselte er nach Österreich zum Zweitligisten SK Vorwärts Steyr, bei dem er einen bis Juni 2021 laufenden Vertrag erhielt. Sein Debüt in der 2. Liga gab er im September 2020, als er am ersten Spieltag jener Saison gegen den SKU Amstetten in der Startelf stand. In eineinhalb Jahren in Steyr kam er zu 42 Zweitligaeinsätzen, in denen er zwei Tore erzielte. Im Januar 2022 wurde sein Vertrag bei Vorwärts aufgelöst. Daraufhin schloss er sich im Februar 2022 dem Regionalligisten WSC Hertha Wels an. Für Wels kam er aber nie zum Einsatz. Nach der Saison 2021/22 verließ er den Verein wieder.